# Edgar Neville
Edgar Neville Romrée, IV Conte di Berlanga del Duero (Madrid, 28 dicembre 1899 – 23 aprile 1967), è stato un regista, scrittore, pittore e autore teatrale spagnolo.

## Vita
Uomo di grande cultura, scrisse romanzi e collaborò con diverse pubblicazioni, divenne più conosciuto come regista cinematografico. Visse a Hollywood durante gli anni trenta curando le versioni spagnole dei film americani. Lì conobbe Charlie Chaplin. Come regista porta a termine in Italia tre film durante gli anni 1939 e 1942. Posteriormente si stabilisce definitivamente in Spagna insieme a Conchita Montes e realizza una grande quantità di film di diversa tipologia: commedie come La vida en un hilo (1945), la quale ottenne un grande successo, gialli come La torre de los siete jorobados (1944) o El crimen de la calle Bordadores (1946) o musical come il film di carattere documentario Duende y misterio del flamenco (1952).

## Filmografia
- Carcere (El presidio), regia di Ward Wing (1930)
- Yo quiero que me lleven a Hollywood (1931)
- Do, Re, Mi, Fa, Sol, La, Si, o La vida privada de un tenor (1934)
- El malvado Carabel (1935)
- La señorita de Trévelez (1936)
- Juventudes de España (1938)
- La Ciudad Universitaria (1938
- Vivan los hombres libres (1939)
- Carmen fra i rossi (1939)
- Il peccato di Rogelia Sanchez (Santa Rogelia) (1940)
- Verbena (1941)
- Sancta Maria (1942)
- La parrala (1942)
- Correo de Indias (1942)
- Café de París (1943)
- La torre de los siete jorobados (1944)
- Domingo de carnaval (1945)
- La vida en un hilo (1945)
- El crimen de la calle Bordadores (1946)
- El traje de luces (1946)
- Nada (1947)
- El marqués de Salamanca (1948)
- El señor Esteve (1948)
- El último caballo (1950)
- Cuento de Hadas (1951)
- El cerco del diablo (1951)
- Duende y misterio del flamenco (1952)
- La ironía del dinero (1955)
- El baile (1959)
- Mi calle (1960)